# Brígida de Gloucester
Brígida, duquesa de Gloucester (Birgitte Eva van Deurs Henriksen; Odense, Dinamarca, 20 de junio de 1946), es la esposa del duque Ricardo, y por tal motivo, duquesa de Gloucester desde 1974. Por matrimonio es miembro de la familia real británica y princesa del Reino Unido. Se casó con el duque en 1972, y tienen tres hijos, Alexander, conde de Úlster, Davina Lewis y Rose Gilman. Anteriormente, junto a su marido, cumplía con deberes reales en nombre de la difunta reina Isabel II, y actualmente de Carlos III.

## Primeros años
Brígida nació Brigida Eva Henriksen en Odense en Dinamarca, hija menor de Asger Preben Knud Wissing Henriksen, abogado, y de su esposa, Vivian van Deurs. Tomó el apellido de su madre cuando sus padres se separaron como primer apellido, pasando a llamarse Brígida Eva van Deurs Henriksen.
Estudió primero en Odense y posteriormente en Lausana.
Birgitte se mudó a Cambridge en Inglaterra para seguir estudiando y también trabajó en la real embajada danesa en Londres.

## Matrimonio
En febrero de 1972, Brígida se comprometió con el príncipe Ricardo de Gloucester, segundo hijo del príncipe Enrique, duque de Gloucester y de la princesa Alicia, duquesa de Gloucester. Se casaron el 8 de julio de 1972 en la iglesia parroquial de Barnwell en Northamptonshire.
Desde ese momento fue titulada Su Alteza Real la princesa Ricardo de Gloucester.
Seis semanas después de la boda, el hermano mayor del príncipe Ricardo, el príncipe Guillermo, murió en un accidente de aviación. El príncipe Ricardo se convirtió en heredero del ducado y después de la muerte de su padre en 1974, la pareja fue titulada 
Sus Altezas Reales el duque y la duquesa de Gloucester. 
La pareja tuvo tres hijos:
- Alexander Windsor, conde de Ulster (nacido el 24 de octubre de 1974).
- Lady Davina Lewis (nacida el 19 de noviembre de 1977).
- Lady Rose Gilman (nacida el 1 de marzo de 1980).

Sus hijos no llevan a cabo deberes reales. Después de su matrimonio con el duque de Gloucester, la duquesa dejó su país natal, Dinamarca. No muchos daneses conocen la presencia de una de sus compatriotas en la Familia Real Británica.

## Papel oficial
La duquesa de Gloucester es benefactora de un gran número de organizaciones, muchas de las cuales están relacionados en el campo médico, educativo y de asistencia social. También ha acompañado al duque de Gloucester en sus visitas al extranjero: Las primeras de estas visitas fue en 1973, cuando el duque y la duquesa representaron a la reina en las celebraciones del 70 cumpleaños del rey Olaf V de Noruega.
La duquesa promovió el nombre de dos buques de la Royal Navy: HMS Gloucester y el HMS Sandown. La duquesa es patrocinadora de la St Paul's Cathedral School, St John's School, Leatherhead and Bridewell Royal Hospital (King Edward's School, Witley), y asiste regularmente a las funciones de las tres escuelas.
Tras la muerte de la princesa Diana se convirtió en presidente de la Royal Academy of Music.

## Títulos, tratamiento, honores y armas

### Títulos y tratamientos
| ● 20 de junio de 1946-15 de enero de 1966: | Señorita Brígida Henriksen                       |
| ● 15 de enero de 1966-8 de junio de 1972:  | Señorita Brígida van Deurs                       |
| ● 8 de junio de 1972-10 de junio de 1974:  | Su alteza real la princesa Ricardo de Gloucester |
| ● 10 de junio de 1974-presente:            | Su alteza real la duquesa de Gloucester (1)      |

1. Título completo: Su Alteza Real la princesa Ricardo Alejandro Walter Jorge, duquesa de Gloucester, condesa de Ulster y baronesa Culloden, dama de la Nobilísima Orden de la Jarretera, dama de la Gran Cruz de la Real Orden Victoriana, dama de Justicia de la Venerable Orden de San Juan.

### Honores
- LG: Dama de la Nobilísima Orden de la Jarretera, 23 de abril de 2024.[3]
- GCVO: Dama gran cruz de la Real Orden Victoriana, 23 de junio de 1989.
- DStJ: Dama de Justicia de la Venerable Orden de San Juan, 16 de mayo de 1975.[4]
- Medalla de Servicio de la Venerable Orden de San Juan, 1975.[5]
- Medalla del Jubileo de Plata de la reina Isabel II, 6 de febrero de 1977.
- Medalla del Jubileo de Oro de la reina Isabel II, 6 de febrero de 2002.
- Medalla del Jubileo de Diamante de la reina Isabel II, 6 de febrero de 2012.
- Medalla del Jubileo de Platino de la reina Isabel II, 6 de febrero de 2022.
- Real Orden Familiar de la Reina Isabel II, 1973.[6]
- Medalla de la Coronación del Rey Carlos III, 6 de mayo de 2023.
- Real Orden Familiar del Rey Carlos III, 3 de diciembre de 2024.

### Armas
|  | Escudo de armas de Brígida, duquesa de Gloucester, que representa el escudo de armas de su marido coronado por un escudo de pretensión que se le otorgó por patente real. Corona Corona de un nieto de un soberano. Escudo Al igual que con las armas reales del Reino Unido: las armas del duque de Gloucester y en el centro un escudo de pretensión: de azur un avefría al natural, sobre un jefe dorado dos pares de plumas de avestruz de sable en salterio. Soportes Los soportes reales diferenciados por el lambel del duque de Gloucester. Orden La banda de la Orden de la Jarretera HONI SOIT QUI MAL Y PENSE (Vergüenza para el que piensa mal de ello) |